# Armorial des communes de La Réunion

Armoiries de La Réunion.

Cette page donne les armoiries (figures et blasonnements) des communes de La Réunion.
Tous les blasons proviennent, sauf indication contraire, de La banque du blason 2.
- Haut – A
- B
- C
- D
- E
- F
- G
- H
- I
- J
- K
- L
- M
- N
- O
- P
- Q
- R
- S
- T
- U
- V
- W
- X
- Y
- Z

## A
| Blason de Avirons (Les) | Blason  | D'azur à deux avirons d'or passés en sautoir accompagnés de trois dodos d'argent, un en chef et deux en pointe. Différences entre dessin et blasonnement : les dodo sont dessinés contournés ce qui n'est pas dit. |
| Blason de Avirons (Les) | Détails | Armes parlantes (Avirons). Les dodos rappellent l'époque où l'île a été peuplée. Adopté en 1893 |

## B
| Blason de Bras-Panon | Blason  | De gueules fretté de six lances d'argent entresemé de fleurs de vanille du même, à l'écusson d'azur chargé d'un paille-en-queue d'argent brochant en abîme . |
| Blason de Bras-Panon | Détails | Les fleurs sont des orchidées, dont le fruit donne la vanille, culture traditionnelle de Bras Panon. L'oiseau, un paille-en-queue, rappelle que le territoire de la ville se trouve entre la mer et la montagne. Panon était le nom de la première famille qui s'y est installée à la fin du XVIIe. Bras vient du fait que la commune se situe entre la rivière du Mât et celle des Roches. Adopté en 1882, représenté sur le fronton de la mairie de Bras-Panon. |

## C
| Blason de Cilaos | Blason  | D'argent à un semé de cryptomérias de sinople, à l'écusson d'azur à une source jaillissante d'argent brochant en abîme.                                            |
| Blason de Cilaos | Détails | Les arbres représentent la forêt de cryptomérias. L'écusson central symbolise les sources, les ruisseaux, les torrents, bras et cascades du cirque. Adopté en 1882 |

## E
| Blason de L'Entre-Deux | Blason  | De sinople à trois graines de cafés d'or, chaussé d'argent. |
| Blason de L'Entre-Deux | Détails | Le fond vert symbolise les montagnes. Les grains de café rappellent les plantations de café autrefois nombreuses. La forme triangulaire rappelle la forme de la commune. Adoptée en 1882 |

| Blason de Étang-Salé (L') | Blason  | D'argent à la papangue en vol de sable, chaussé d'azur chargé de trois vagues d'argent. Différences entre dessin et blasonnement : la papanque est dessinée contournée ce qui n'est pas dit. |
| Blason de Étang-Salé (L') | Détails | Les vagues représentent l'océan, la commune étant située en bord de mer, et la papangue (rapace endémique de la Réunion) le ciel. Adopté en 1893                                             |

## P
| Blason de Petite-Île | Blason  | D'or aux deux gerbes de cannes à sucre de sinople, accompagné en chef de... Différences entre dessin et blasonnement : et au-dessus ???. |
| Blason de Petite-Île | Détails | Le maraîchage (symbolisé par la carotte), la culture de l'ail et celle de la canne à sucre constituent les principales activités économiques de Petite-île, le magasin à légumes du sud de l'île. Son nom vient du rocher ( îlot ) émergeant dans l'Océan Indien à une centaine de mètres au large de la commune qui constitue l'unique véritable satellite de La Réunion. Adopté par la commune à sa création en 1935. |

| Blason de La Possession | Blason  | De gueules au dodo d'argent, au chef d'azur cousu chargé de deux haches adossées d'or. Différences entre dessin et blasonnement : le dodo est dessiné contourné ce qui n'est pas dit.                  |
| Blason de La Possession | Détails | Le dodo, oiseau emblématique de l'île de la Réunion, en a totalement disparu à la fin du XVIIe. Il était endémique de l'île Maurice et de la Réunion. Le statut officiel du blason reste à déterminer. |

## S
| Blason de Saint-Denis | Blason  | Parti : au premier, d'azur à la galère d'argent voguant sur des ondes du même mouvant de la pointe, au second d'or à deux palmiers de sinople posés sur une île soutenue à senestre d'un îlot du même, au chef de sinople chargé d'une chaîne de trois volcans d'argent, celui du centre sommé d'une nuée fumante de gueules, ladite chaîne soutenue d'une autre chaîne de cinq monts de sinople. Différences entre dessin et blasonnement : le navire est dit "galère" mais est dessiné voiles non ferlées. |
| Blason de Saint-Denis | Détails | Le statut officiel du blason reste à déterminer. |

| Blason de Saint-Joseph | Blason  | D'azur au soleil levant d'or terrassé de sinople, accompagné en chef de trois pailles-en-queue d'argent mal ordonnés. |
| Blason de Saint-Joseph | Détails | Version modernisée sur le site officiel de la ville.                                                                  |

| Blason de Saint-Leu | Blason  | De gueules à un besant d'or chargé de 9 fleurs de lys d'azur, ordonnées 2, 4 et 3. |
| Blason de Saint-Leu | Détails | Le statut officiel du blason reste à déterminer.                                   |

| Blason de Saint-Louis | Blason  | D'azur semé de fleur de lys d'or, à une nef d'argent brochante. |
| Blason de Saint-Louis | Détails | Le fond de l'écu de la commune représente le blason des Capétiens, dynastie à laquelle appartenait le roi Saint Louis (Louis IX, fils de Louis VIII et de Blanche de Castille). Le statut officiel du blason reste à déterminer. |

| Blason de Saint-Paul | Blason  | D'azur à deux fasces ondées d'or, au dodo d'argent becqué et armé de sable brochant, chargé en abîme d'un écusson de gueules à une ancre d'argent. |
| Blason de Saint-Paul | Détails | Le statut officiel du blason reste à déterminer.                                                                                                   |

| Blason à dessiner | Blason  | De sinople à une frette d'or ; au chef parti, en I : fascé ondé d'argent et d'azur au dauphin contourné courbé d'argent ; en II : d'argent au volcan de sable en éruption de gueules sur une mer d'azur. |
| Blason à dessiner | Détails | Le statut officiel du blason reste à déterminer. |

| Blason de Saint-Pierre | Blason  | D'azur au vaisseau d'argent habillé d'or, voguant sur une mer d'azur, au chef de gueules chargé de trois clefs d'or. Différences entre dessin et blasonnement : les clés sont dessinées contournées et versées ce qui n'est pas dit; le vaisseau est dit habillé d'or mais est dessiné habillé d'argent. Devise« Fortis Fortuna Fortior » (Force, Fortune, Chance). |
| Blason de Saint-Pierre | Détails | Le bateau représente le port (le premier construit sur l'île), l'activité maritime et le littoral de la commune située en bord de mer, les clefs sont celles du paradis confiées à Saint Pierre. - Soutiens: deux pieds de canne à sucre au naturel. - Couronne : d'or, murale à cinq tours. Sur le site officiel de la commune.                                    |

| Blason de Sainte-Marie | Blason  | D'azur à la croix ancrée d'argent chargé d'une nef de sable, cantonnée en chef à dextre d'une fleur de lys d'or.                                                        |
| Blason de Sainte-Marie | Détails | La fleur de lys unique symbolise la Vierge Marie en héraldique. Le bateau rappelle la vocation maritime de la commune. Le statut officiel du blason reste à déterminer. |

| Blason de Salazie | Blason  | D'azur à un paille-en-queue d'argent accompagné de quatre araucarias du même, deux en chef et deux en pointe. Devise"Au cœur de l'île, rayonne !" |
| Blason de Salazie | Détails | Le paille-en-queue symbolise la faune remarquable du site. Les araucarias symbolise les grandes forêts d'altitude qui entourent la commune. Sur le site officiel de la commune. (Les armoiries de Salazie ont été enregistrées au Registre contemporain "Villes françaises" le 8 décembre 1966.) |

## T
| Blason de Tampon (Le) | Blason  | D'azur à une montagne d'argent surmontée d'une fleur d'orchidée d'or, chaussé de sinople. |
| Blason de Tampon (Le) | Détails | L'orchidée symbolise la vocation florale. Le vert symbolise les gorges qui encadrent la commune : le Bras de la Plaine et la Rivière des Remparts, la montagne le relief de la commune. Adopté en 1925 |

| Blason à dessiner | Blason  | De sinople à la fleur d'hibiscus d'argent et de gueules, chapé d'or chargé à dextre d'un chemin semi circulaire mouvant aux deux extrémités du trait de partition et sommé d'un kiosque, et à senestre de deux brins de canne à sucre fleuris, le tout au naturel et au chef de gueules chargé de trois fleurs de lis d'or. |
| Blason à dessiner | Détails | Le kiosque symbolise la vocation touristique. La forme triangulaire en vert symbolise la forêt, l'agriculture et les hauts. La canne à sucre symbolise la tradition. Adopté en 1897 |